# Dodge Ram SRT-10
Il Dodge Ram SRT-10 è uno sport pick-up truck costruito dalla casa automobilistica statunitense Dodge. È stato presentato in gennaio del 2002 al North American International Auto Show, ma messo in produzione solo nel 2004.

## Sviluppo
Il Dodge Ram SRT è stato progettato dalla divisione PVO di DaimlerChrysler's PVO (Performance Vehicle Operations) , utilizzando gli ingegneri che realizzarono la sportiva Dodge Viper e il Plymouth Prowler . Test in galleria del vento intensivi sono stati eseguiti per curare l'aerodinamica del Ram SRT-10. QuestaAl Chicago Auto Show el 1996, Dodge presentò un concept su base Dodge Ram con un motore Viper Generatione 2, ma non entro' mai in produzione. Il Dodge Ram VTS era verniciato in Banzai Blue con doppia stripe "white skunk" , montava un motore V10 da 8.0 L, cambio 6 marce manuale Borg-Warner, e ruote da 17 pollici del Viper GTS con gomme BF Goodrich 275/60-HR17 Comp T/A HR4.

## Overview

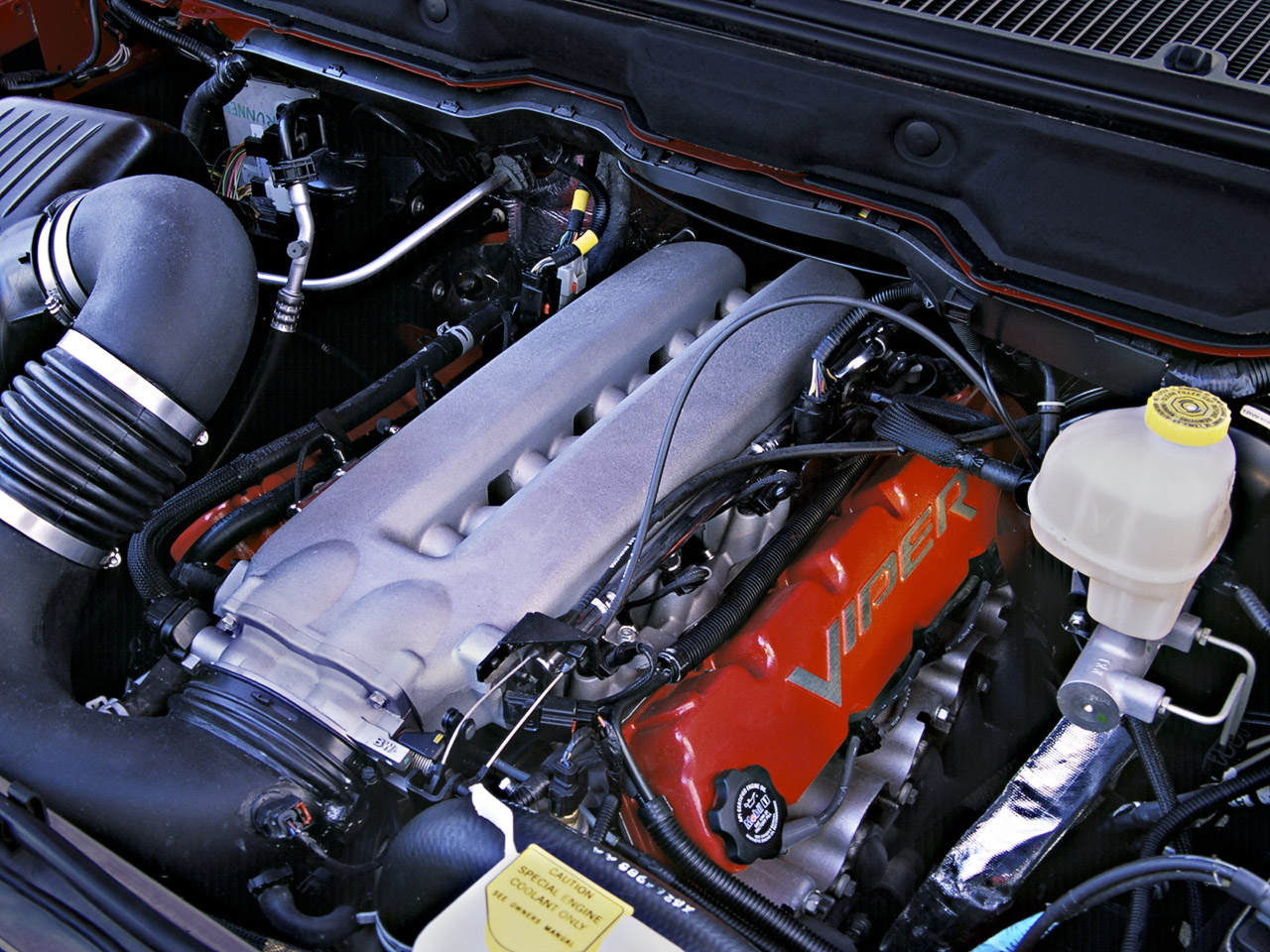
il motore del Dodge Ram SRT-10

La Dodge Ram SRT-10 montava un V10 8.3 litri (di derivazione Chrysler 8.3 L Viper V10) questo motore produceva 500 CV (368 kW; 500 PS) a 5,600 giri e 525 ft⋅lbf (712 N⋅m) di coppia a 4,200 giri. il modello regular cab, con un peso totale di  5 130 lb (2 327 kg), raggiunge la velocità massima dim154 mph (248 km/h), e accelera da 0 to 100km/h in 4.9 secondi, mentre il modello Quad Cab, pesando 5 618 lb (2 548 kg), raggiunge 0-100 km/h in 5.3 secondi una velocità massima di  147 mph (237 km/h). il regular cab correva il 1⁄4 mi (400 m) in 13.6 secondi a 106 mph (171 km/h), il Quad Cab in 13.7 secondi a 100 mph (161 km/h). il motore produce un cavallo ogni 10.3 lbs di peso del the regular cab e 0.86 g di grip su uno slalom di 300 ft (91 m) , mentre il Quad Cab generatva 0.83 g. i consumi del regular cab erano valutati dall'EPA a 9 MPG urbano/15 extraurbano, mentre il Quad Cab era valutato a 9 urbano /12 MPG extraurbano.

### Trasmissione
Il motore Viper V10 distribuiva il 90 percento della sua coppia tra i 1500 fino a 5600 rpm. Il monoblocco  aveva canne cilindro forgiate. Alesaggio e corsa furono aumentati dal precedente modello Viper. Rapporto di compressione, sequenza di scoppio, lunghezza di biella e dimensioni del motore erano invariate dalla seconda generazione di motori Viper. Il modello regular cab montava un cambio manuale Tremec T-56, mentre il Quad Cab montava l'automatico 48RE 4 marce modificato per la linea ram heavy duty. Entrambi i modelli, regular cab e Quad Cab montavano differenziali Dana 60.

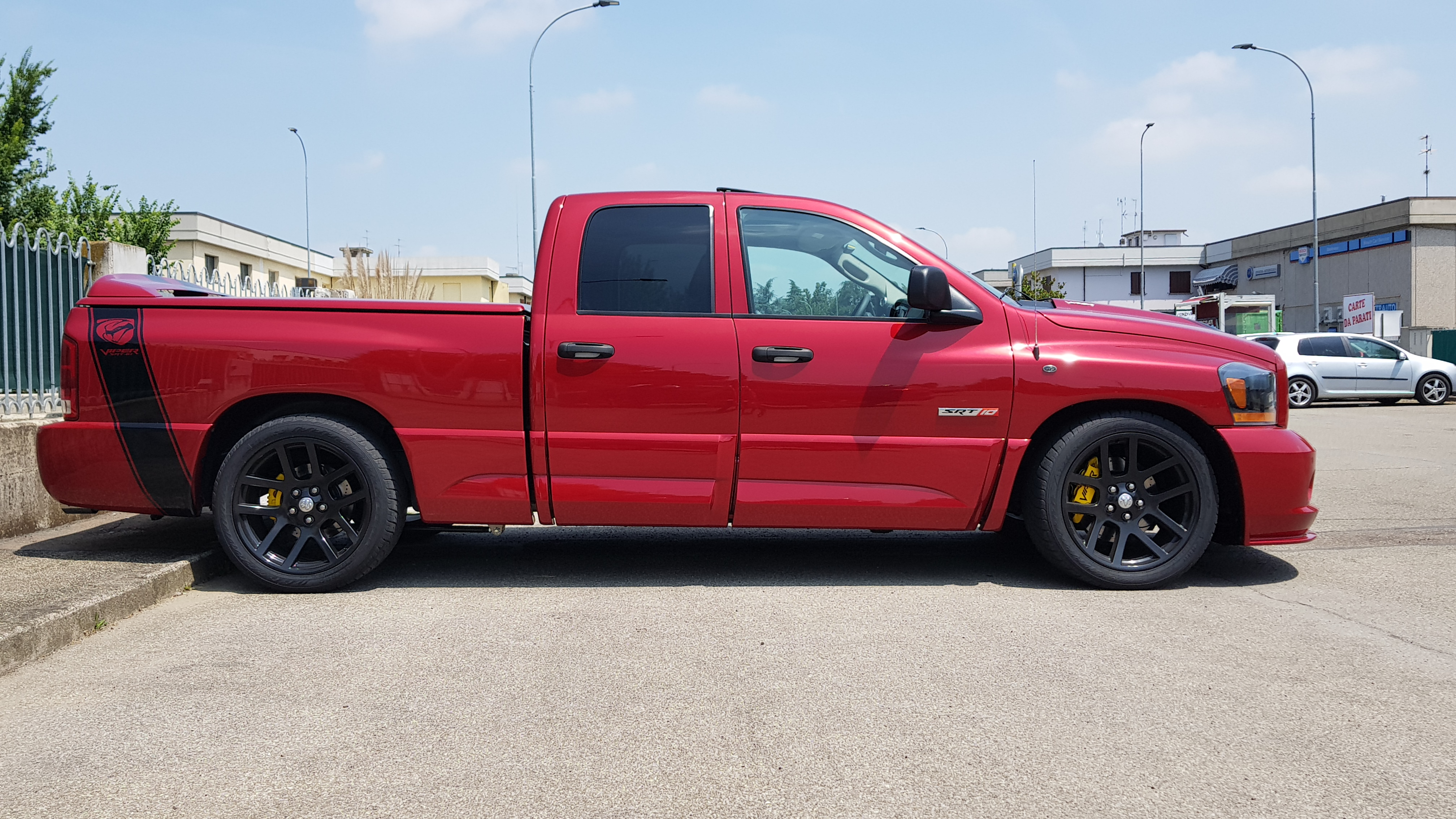
dodge ram srt-10 quad cab

| rapporto | 1      | 2      | 3      | 4      | 5      | 6      | rapporto finale                 |
| -------- | ------ | ------ | ------ | ------ | ------ | ------ | ------------------------------- |
| Ratio    | 2.66:1 | 1.78:1 | 1.30:1 | 1.00:1 | 0.74:1 | 0.50:1 | 4.10:1 (2004); 4.56:1 (2005–06) |

48RE
| rapporto | 1      | 2      | 3      | 4      | rapporto finale |
| -------- | ------ | ------ | ------ | ------ | --------------- |
| Ratio    | 2.45:1 | 1.45:1 | 1:1.00 | 0.69:1 | 4.56:1          |

### Sospensioni
gli ingegneri del PVO modificaronol'avantreno del Ram Heavy Duty's e relative sospensioni indipendenti anteriori per utilizzarle dul Ram SRT-10. un telaio completamente idroformato usato in concomitanza di sospensioni modificate, abbassarono l'assetto del Ram SRT-10's di un pollice nell'anteriore e 2.5 pollici al posteriore. ammortizzatori Bilstein, ,molle ribassate e un esclusivo kit aerodinamico furono installati per migliorare la velocità massima del Ram SRT-10's.
un additionale 5° ammortizzatore fu utilizzato psull'asse posteriore per prevenire il saltellamento durante il pattinamento delle gomme posteriori
The Ram SRT-10 had a unique hood that featured a wide power bulge and honeycomb grill hood scoop. The hood scoop allowed cool air to enter as well as forcing hot air to exit from the engine bay, thus helping the engine to run cooler. "Viper Powered" badges were added to the sides of the power bulge, to indicate the SRT-10 engine under the hood. Large chrome SRT-10 logos were mounted to the driver and passenger side doors and rear tailgate right side on the Quad cab and Single Cab 2005 models replaced in 2006 by smaller chrome and red SRT-10 logo badges. All models were outfitted with large molded kickerpanels painted to match body color. Another exterior feature was a tonneau cover with an attached spoiler that was supposed to come standard on the 2005 Quad Cab version and all 2006 models, but due to manufacturing problems was not installed on nearly half of the Ram SRT-10s intended. To help remedy this situation, Dodge added a $1000 credit and a regular spoiler to the Ram SRT-10s that did not receive the tonneau cover. In addition to style, the spoiler also helped with air flow and provided a reduction in lift and drag. The Ram SRT-10 had a bed size of 6 ft 3 in (1,91 m), giving the regular cab an overall length of 17 ft 7 in (5,36 m), and 19 ft 2 in (5,84 m) overall length for the Quad Cab. The Ram SRT-10 also had a lower ride height than regular Ram trucks.

### Interni
l'audio aveva 3 opzioni per il Dodge Ram SRT-10 del 2006 e consisteva in 8 speakers INFINITY con monitor LCD, navigatore a DVD di 3 diverse taglie. le portiere sia sullo Standard cab che Quad avevano dettagli silver lungo la mezzeria del poggiolo. volante in pelle e sedili avvolgenti sportivi con logo ricamato.  prendensdo spunto dalla Dodge Viper, il Ram SRT-10 aveva un pulsante rosso sul cruscotto per l'avviamento. il regular cab con cambio manuale avevano una leva Hurst. pedali di derivazione sportiva in alluminio rimpiazzarono gli standard di serie. il contachilometri e tachometer furono ri-calibrati per le maggiori prestazioni del Ram SRT-10

### Colori
escluse le special editions, i modelli 2004-2005 Ram SRT-10 uscirono in tre colori: Brilliant Black Crystal Pearl Coat, Bright Silver Metallic Clear Coat, e Flame Red Clear Coat. il restyling del modello 2006 in Mineral Gray Metallic, Inferno Red, e Brilliant Black Crystal Clear Coat.

### Ruote e freni
Le ruote di serie da 22 in (559 mm) a 10 razze montavano gomme Pirelli Scorpion P305/40R-22. i freni per il lmodello 2004 (anteriore e posteriore) e 2005-06 (posteriore) furono modificati dalla versione Heavy Duty. i freni con ABS montavano dischi da 15 in (381 mm) all'anteriore e 14 in (356 mm) al posteriore. nel modello 2004 montavano pinze rosse a 2 pistoncini flottanti sia avanti che dietro. queste furono rimpiazzate da con più grandi pinze flottanti a 4 pistoncini nei modelli 2005-06, progettate da TRW e in esclusiva per l' SRT-10. due condotti ispirati dalle gare nascar equipaggiarono la fascia frontale per raffreddare l'impianto frenante.

## Crew cab
A seguito del successo del Ram SRT-10 della cabina in versione regular cab, Dodge decise di introdurre una versione Quad Cab dal modello 2005. Il modello Quad Cab fu richiesto dai fan del modello che volevano un pickup sportivo, senza sacrificare posto per i passeggeri e capacità di carico. Il Dodge Ram SRT-10 Quad Cab fu modificato il rapporto finale di trasmissione portandolo a 4.56 per migliorare le accelerazioni e vantava 3402 kg di traino. Montava anche un copricassone in alluminio in tinta con la carrozzeria e spoiler aerodinamico di serie. Il modello Quad Cab era solo disponibile con cambio automatico 4 mace tipo 48RE realizzato per la serie Ram Heavy Duty con motore Cummins ISB turbo diesel. il 48RE era accreditato per reggere fino a 949 Nm di coppia

## Edizioni speciali
Dodge realizzò diverse edizioni limitate del Ram SRT-10 sia nelle versioni Regular Cab che Quad Cab
- VCA (Viper Club of America) Edition - 52 prodotti, presentato al 2004 Daytona Motor Speedway Race a Febbraio. dove ci fu una lotteria e solo chi vinceva aveva la possibilità di acquistare il veicolo, e dove, i vincitori, poterono rivendere i mezzi a terzi. le grafiche erano con white rally stripes su vernice Electric Blue. il motore era autografato da Wolfgang Bernhard, direttore generale del Chief Operating Officer di Chrysler Group's. disponibile solo come modello 2004.
- Yellow Fever - 500 prodotti, verniciato in Solar Yellow e stripes nere sulla presa d'aria del cofano, aveva interni bicolore con colonna centrale, tunnel, panelli delle portiere gialle, cuciture sul volante, sedili e leva del cambio manuale dello stesso colore, e logo SRT-10 sui tappetini. aveva una speciale placchetta numerata con logo Yellow Fever Edition, era diposnibile per il solo 2005.
- Commemorative Edition - 200 esemplari prodotti, prodotto nel solo colore Bright White con stripes Electric Blue. internamente aveva cuciture blu sui sedili, cuffia e pomello del cambio e volante. i tappetiniriportavano il logo SRT-10. inoltre il Commemorative Edition includeva ruote in alluminio lucidato, battitacco in alluminio spazzolato e un tonneau cover rigido (copricassone). come sul modello 2005.
- Night Runner - 400 esemplari prodotti, verniciato nel solo colore Brilliant Black, cerchioni color Dark Nickel Pearl da 22 in (559 mm) , inserti sulla griglia nero cromato, l'esclusivo badge Night Runner, tunnel e consolle centrale in tinta carrozzeria, e una placca numerata con logo Night Runner era disponibile solo sul modello 2006.

## Uscita di produzione

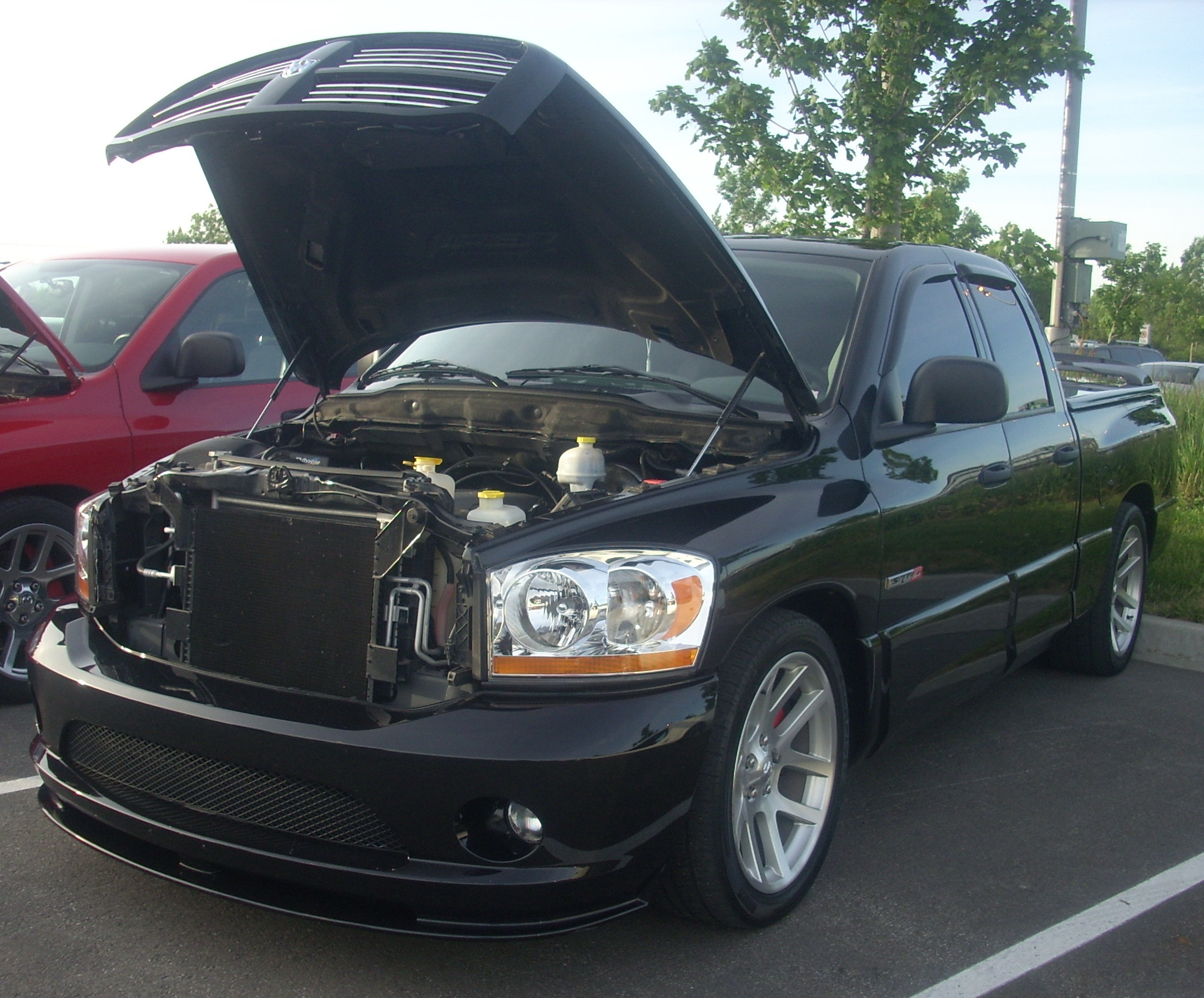
2006 Dodge Ram SRT-10 crew cab con il cofano aperto

il primo SRT-10 fu prodotto l'11 Novembre 2004. la produzione del Ram SRT-10 terminò col modello 2006 la produzione Totale per il modello del 2004 fu di 3,057 unità. per il 2005, la produzione totale fu di 4,097 unità e per il 2006 fu di 2,373. per un totale di 9,527 Dodge Ram SRT-10 totali
| Gamma colori 2004      | Regular Cab |
| ---------------------- | ----------- |
| Black                  | 1269        |
| Flame Red              | 1040        |
| Bright Silver Metallic | 698         |
| VCA Edition            | 50          |
| Totale                 | 3057        |

| Gamma colore 2005      | Regular Cab | Quad Cab | Totale |
| ---------------------- | ----------- | -------- | ------ |
| Black                  | 471         | 1136     | 1607   |
| Flame Red              | 453         | 777      | 1230   |
| Bright Silver Metallic | 280         | 280      | 560    |
| Yellow Fever           | 200         | 300      | 500    |
| White (CE)             | 200         | 0        | 200    |
| Totale                 | 1604        | 2493     | 4097   |

| Gamma colori 2006       | Regular Cab | Quad Cab | Totale |
| ----------------------- | ----------- | -------- | ------ |
| Brilliant Black Crystal | 220         | 465      | 685    |
| Inferno Red             | 221         | 417      | 638    |
| Mineral Gray            | 131         | 310      | 441    |
| Night Runner            | 200         | 200      | 400    |
| Black Clear Coat        | 87          | 93       | 180    |
| Flame Red               | 7           | 8        | 15     |
| Bright Silver Metallic  | 6           | 8        | 14     |
| Totale                  | 872         | 1501     | 2373   |

## World record
nel luglio 2004, un Dodge Ram SRT-10, guidato dal pilota NASCAR Brendan Gaughan realizzò endatambi i Guinness World Record and Sports Car Club of America's record di velocità per la categoria truck con una velocità di 154,587 mph (248,784 km/h). Divenne così il più veloce pickup full size (furono usati un totale di tre Dodge Ram SRT10 per battere il record mondiale di velocità). uno di questi mezzi (VIN # 3D3HA16H44G257254) raggiunse la velocità massima di 157.327 mph (253.193 km/h) ma fu annullato in quanto fu considerato illegale il suo impianto di scarico. 154.587 (248.784 km/h) è la velocità massima ufficiale raggiunta.